# Polycirrus jubatus
Polycirrus jubatus är en ringmaskart som beskrevs av Bobretzky 1869. Polycirrus jubatus ingår i släktet Polycirrus och familjen Terebellidae. Inga underarter finns listade i Catalogue of Life.